# L.A. Story
Pour plus de détails, voir Fiche technique et Distribution.
L.A. Story est un film américain réalisé par Mick Jackson et sorti en salles le 8 février 1991 aux États-Unis et le 4 septembre 1991 en France.

## Synopsis
La vie d'un présentateur météo d'une station de télévision locale va soudain basculer quand il perd son emploi et que sa maîtresse le trompe. À la recherche de l'âme sœur, il croise un panneau de signalisation électronique qui lui conseille d'appeler une jeune femme.

## Fiche technique
- Titre : L.A. Story
- Titre canadien : Los Angeles Story
- Réalisation : Mick Jackson
- Scénario : Steve Martin
- Musique : Peter Rodgers Melnick
- Directeur de la photographie : Andrew Dunn
- Montage : Richard A. Harris
- Distribution des rôles : Mindy Marin
- Création des décors : Lawrence Miller
- Direction artistique : Charles Breen
- Décorateur de plateau : Chris Butler
- Création des costumes : Rudy Dillon
- Producteurs : Daniel Melnick (en) et Michael I. Rachmil
- Producteurs exécutifs : Mario Kassar et Steve Martin
- Sociétés de production : Carolco Pictures, IndieProd Company Productions et L.A. Films
- Sociétés de distribution :  TriStar Pictures •  Columbia TriStar Pictures
- Pays de production :  États-Unis
- Langue : anglais
- Genre : Comédie dramatique, Fantastique, Romance
- Durée : 95 minutes
- Dates de sortie :
  - États-Unis : 8 février 1991
  - France : 4 septembre 1991

## Distribution
- Steve Martin (V. F. : Jacques Frantz) : Harris K. Telemacher
- Victoria Tennant : Sara McDowel
- Richard E. Grant (V. F : Guy Chapellier) : Roland Mackey
- Marilu Henner : Trudi
- Sarah Jessica Parker (V. F : Isabelle Ganz) : SanDeE*
- Susan Forristal (V. F : Sylvie Feit) : Ariel
- Kevin Pollak : Frank Swan
- Sam McMurray : Morris Frost
- Patrick Stewart : Mr. Perdue
- Iman : Cynthia
- Woody Harrelson (V. F. : Pascal Renwick) : le patron d'Harris

## Autour du film
- L.A. Story a rapporté 28,8 millions de dollars de recettes aux États-Unis[1].